# オーストラリアン
オーストラリアン（The Australian）は、ニューズ・コープがシドニーで発行する日刊新聞（日曜日は休刊）である。1964年創刊。読売新聞と提携している。
高級紙（ブロードシート）に分類される。オーストラリア唯一の日刊一般全国紙である。発売部数は平日版で日平均130,000部、土曜版（ウィークエンド・オーストラリアン、Weeekend Australian）で週平均195,000部である。
論調はリベラル保守（liberal conservative） とされる。自由貿易支持、外交政策における現実主義、メディアの規制撤廃を主張する。ニューズ・コーポレーションのタブロイド紙（ヘラルドサンなど）に比較すると、社会問題に関する論調はリベラルである。気候変動については、コンセンサスを受け入れる記事と受け入れない記事が半分ずつあり、偽りのバランスをとっている。
競争関係にある新聞はフェアファックス・メディア (en:Fairfax Media) の日刊紙である。高級一般紙シドニー・モーニング・ヘラルド、メルボルンのジ・エイジ、金融経済紙オーストラリアン・フィナンシャル・レビューがそれにあたる。
2019年10月21日、政府の姿勢が報道の自由を阻害しかねないとして、競合20紙とともに一面を黒塗りにした記事を掲載した。